# Joseph Jenkins Roberts Monument
Koordinaten: 6° 18′ 58,5″ N, 10° 48′ 13,8″ W

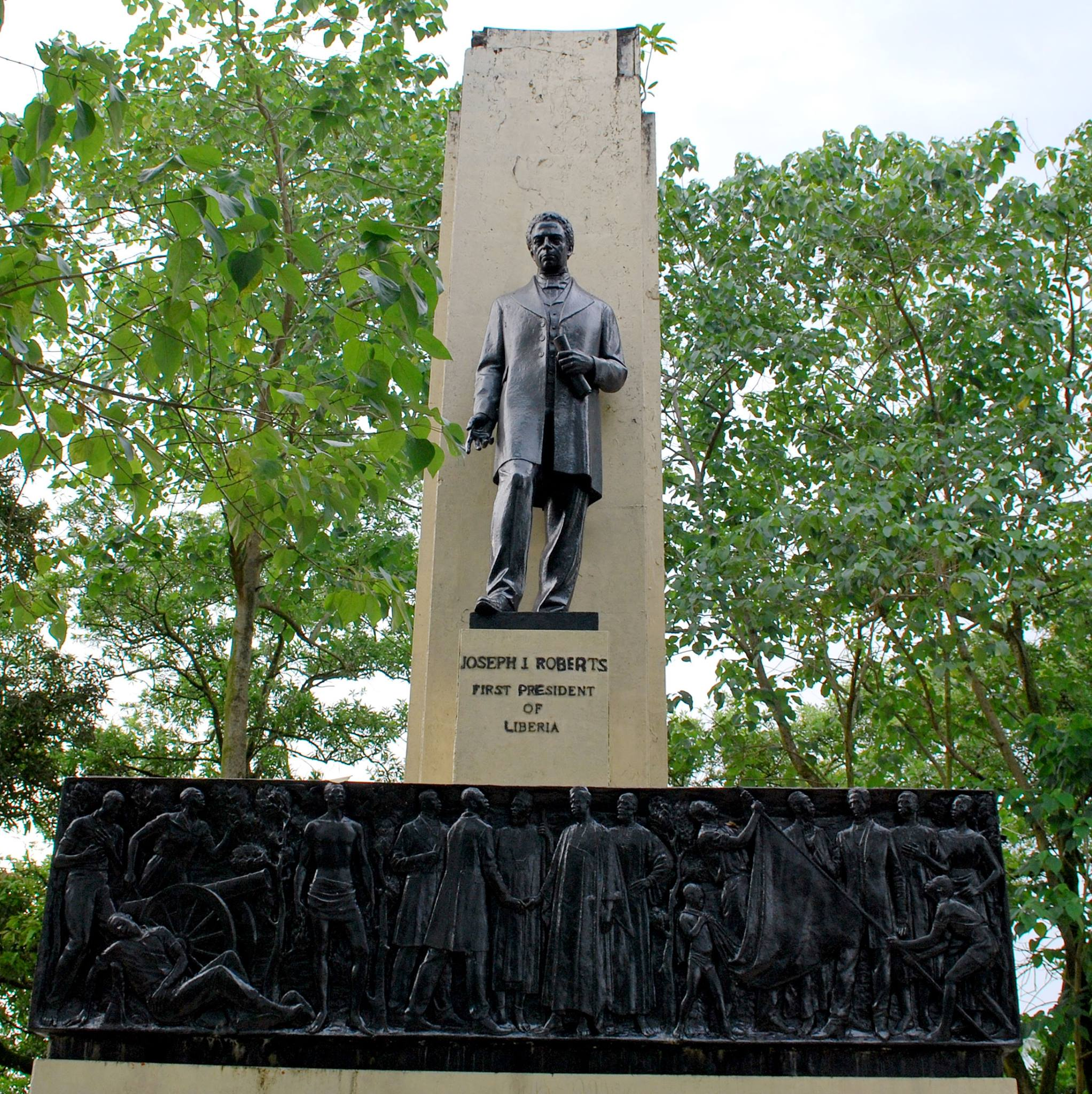
Roberts Monument, Monrovia, 2013

Das  Joseph Jenkins Roberts Monument  ist ein Denkmal in der Innenstadt von Monrovia, der Hauptstadt von Liberia. Es befindet sich im Stadtteil Mamba Point, nur wenige Schritte vom einstigen Ducor Hotel entfernt.
Das Denkmal wurde auf den Resten der ehemaligen Küstenbatterie Fort Norris errichtet und zeigt die aus Bronze gegossene lebensgroße Statue des ersten liberianischen Präsidenten Joseph Jenkins Roberts (1809–1876). Sie steht auf einem Betonsockel, dessen Frontseite mit einer schwarz patinierten Reliefplatte verblendet ist, die Szenen aus dem Leben des Präsidenten zeigt.